# پیراهن ورزشی (فیلم ۲۰۲۲)
پیراهن ورزشی (انگلیسی: Jersey) یک فیلم درام ورزشی هندی محصول سال ۲۰۲۲ به نویسندگی و کارگردانی گوتام تینانوری است که اولین کارگردانی اوست. در این فیلم، شاهد کاپور در نقش یک کریکت‌باز سابق است که به‌خاطر تمایل پسرش برای خرید یک پیراهن ورزشی، در کنار مرونال تاکور و پانکاج کاپور به بازی بر می‌گردد. این فیلم توسط گیتا آرتس، دیل راجو پروداکشنز، سیتارا انترتیمنتز و برات فیلمز تولید شده‌است.

## بازیگران
- شاهد کاپور در نقش آرجون تالوار، همسر ویدیا و پدر کیتور
- مرونال تاکور در نقش ویدیا رائو تالوار، همسر آرجون و مادر کیتو
- پانکاج کاپور در نقش بعلی، مربی آرجون
- ساوراب وی پاندی در نقش راویندرا سینگ، کاپیتان تیم کریکت پنجاب[۱۰]
- پریت کمانی در نقش کتان تالوار (کیتو)، پسر آرجون (کامئو)
  - رونیت کامرا در نقش کودکی کتان تالوار یا کیتو
- گیتیکا مهندری در نقش یاسلین شرگیل[۱۱]
- رودرسیش مجومدار در نقش رودرا جونجا
- آنجوم باترا در نقش آمریت، دوست آرجون
- ریتوراج سینگ در نقش ماهش کارمارکار، مربی بمبئی
- وینی ورما در نقش کریشنا رائو، پدر ویدیا